# الحرس الوطني (إسرائيل)
الحرس الوطني الإسرائيلي هي هيئة أمنية من الفرق الخاصة موازية للجيش والشرطة في إسرائيل اقترحت فكرة قيامها في يونيو 2022 وشرعت حكومة الاحتلال الإسرائيلي في إنشاؤها في 2 ابريل عام 2023.

## التأسيس

### أحداث
أتى إنشاء الحرس في اعقاب هبة الكرامة 2021 ، التي اندلعت خلالها احتجاجات سلمية في الداخل الفلسطيني اولا على القدس وأحداث المسجد الأقصى ومحاولات تهجير سكان حي الشيخ جراح والحرب على غزة ومن ثم تحوّلت الى انتفاضات محلية من قبل فلسطينيي الداخل في مئات المواقع في اسرائيل وخاصة في المدن المختلطة. هذا أتى بعد ان قامت الشرطة الاسرائيلية في دسّ العديد من عناصرها من المستعربين وهم من يتنكرون ويمثّلون انهم عربيون وانهم من المحتجين ومن ثم كانت هذه العناصر الخفية تعمل على ايذاء المحتجين وتحويل الاحتجاجات السلمية ضد الحرب الى احتجاجات عنيفة من خلال التنكر انهم من المحتجين واثارة الفوضى او تأجيج الناس او الهجوم على الشرطة وذلك كي تعطي الشرطة حجة لاستعمال القوة ضد المحتجين من فلسطينيي الداخل والقاء القبض عليهم.
واحدى اكثر مظاهر هبة الكرامة شدة كانت المظاهرات في اللد التي بدأت بوقفات احتجاج بقرب المسجد في اللد وكان في اعقابها رئيس البلدية اليهودي حرّض على الوجود العربي في المدينة بشكل مباشر. في واحدة من جلسات البلدية خلال أيام الهبة دعت أصوات فيها المستوطنين في الضفة الغربية القدوم إلى اللد من أجل مواجهة العرب فيها. وفعلا، وصلت جماعات من مستوطني الضفة الغربية ومسلحين إلى اللد، ووفرت لهم البلدية مكتبا في أحد مبانيها من أجل إدارة وتنظيم الهجوم على العرب. كما وفرت لهم الشرطة بدورها الحماية الأمنية، وتوجد شهادات تثبت مرافقة الشرطة للمستوطنين اليهود أثناء هجومهم على الأحياء العربية وحرقهم للممتلكات فيها. فجرى حرق عشرات السيارات والبيوت العربيةوإطلاق النار على المسجد العمري الكبير، وعندما استدعت الشرطة للمكان، قامت بمهاجمة المصلين في المسجد بقنابل الغاز بدل أن تعتقل المستوطنين مطلقي النار و وقد كانت الشرطة ترد للعرب الذين كانوا يتصلون للشرطة لتقديم شكاوى على حرق ممتلكاتهم الشرطة بتعبير"شتموتو" فلتموتوا، وهذا موثق. أثناء الوقفة قام شاب من شباب الوقفة بتسلق عامود كهرباء وأنزل العلم الإسرائيلي عنه مستبدلا إياه بالعلم الفلسطيني. وبضغط البلدية والنواة التوراتية على الشرطة بعد انتشار فيديو إنزال العلم واستبداله، عبر شبكات التواصل الاجتماعي قامت الشرطة بفض الوقفة، فكانت اللحظة الفارقة في تحول الموقف من وقفة احتجاجية أمام المسجد إلى مواجهات عمت كل مدينة اللد والكثير من البلدات الاخرى غرار ام الفحم ، عكا، الرملة وغيرها .
في اعقاب اعمال الاحتجاج واجهت شرطة إسرائيل صعوبة في الاستجابة لكافة الحالات، وقد اسفرت هذه الاحتجاجات عن ضرر مادي واضرار للممتلكات وحبس الكثير من الشباب العرب لشهور وسنوات. وقد استعمل الجيش الاسرائيلي والشرطة الاسرائيلية القوة المفرزة فقد قام بتوجيه الرصاص الحي على شبان محتجين في قراهم ومدنهم وقد اسفر ذلك عن اصابات الكثير من الشباب من فلسطيني الداخل وقنص وقتل شاب في ال ١٩ من العمر وهو محمد كيوان من ام الفحم . كما وكان هناك مجموعات مسلحة يهودية من المستوطنين جائت بأغلبيتها من الضفة الغربية التي يستطينون فيها بشكل غير قانوني بهدف ارهاب السكان الاسرائيليين من فلسطيني الداخل وقد كانو يهاجمون البيوت الشخصية لمسيحيي ومسلمي حيفا وكانو يجوبون اللد والرملة لقنص والاعتداء على كل غير يهودي من السكان الاصليين يجدونه. وقد اقدمت هذه المليشيات على مقتل رجل عربي من فلسطيني الداخل وهو موسى حسونة من اللد الذي كان في طريقه الى بيته ولم يكن له اي علاقة في الاحتجاجات وقد قتل بسبب عرقه ولم يتم معاقبة او حتى السعي للامساك بالمجرمين اليهود. كما ويذكر انه قد قتل رجل يهودي برشق الحجارة على مركبته وبالرغم من انه تم القبض على 5 متحجين من العرب الا ان تم تبرئتهم من تهمة القتل المتعمد.
وفي ضوء هذه الاحداث بدأت الاصوات في اسرائيل تتعالى منددة بالخطر الذي يرون فلسطينيي الداخل به وحاجتهم الى ردع حقيقي من الجيش ووحدات لمراقبة وردع فلسطينيي الداخل في حالات ثوران وانتفاضات وحاجتهم إلى قوة عملياتية إضافية لمساعدة الشرطة حيث قانونيا لم يسمح القانون فعليا للجيش الاسرائيلي في تنفيذ القانون على من يحمل الجنسية الاسرائيلية ففقط الشرطة يسمح لها بذلك ولذلك بدأت الاصوات تنادي بتشكيل وحدات جيش لتساعد الشرطة في حالات اندلاع احتجاجات على ايدي فلسطينيي الداخل وايجاد طريقة للتغلب على الجانب القانوني لذلك. وناقشت الحكومة ما إذا كان ينبغي نشر قوات جيش الدفاع الإسرائيلي في مناطق الداخل للسيطرة على احتجاجات فلسطينيي الداخل ورفض وزير الدفاع بيني غانتس تخصيص قوات عسكرية لهذا الغرض، وقال انها غير مؤهلة للعمل ضد السكان المدنيين كما وان تلك الوحدات كانت مكلفة في القتال في قطاع غزة انذاك في الحرب على غزة. وفي ضوء ذلك، تم تجنيد وحدات حرس الحدود لتعزيز الشرطة.

### موافقة على المقترح
كان رئيس الوزراء السابق نفتالي بينيت صاحب فكرة إقامة حرس وطني مدني لمواجهة الحالة الأمنية عام 2022 وقد لقي إقتراحه ترحيبا واسعا والقليل من التحفظ من قبل اطراف مختلفة ومتنوعة سياسيا  وقد قال نتانياهو رئيس الحكومة انذاك انه يعمل على بناء وحدات تختص في التعامل مع فلسيطينيي الداخل ان بزغت الحاجة لذلك . لولكن سرعان ما انقلب السحر على الساحر في ظل تداعيات المظاهرات الإسرائيلية الموجودة على خلفية التعديلات القضائية التي قامت بها الشرطة الموالية لبن غفير ولنتانياهو في استخدام القوة المفرزة الجسدية على المحتجين اليهود من الاسرائيليين الذين كانو يحتجون ضد نتانياهو وأعلنت الحكومة الإسرائيلية على تشكيل وتمويل الحرس الوطني في 2 ابريل 2023 على ان تكون تحت اشراف وزير الأمن القومي الإسرائيلي إيتمار بن غفير بموجب اتفاق بين نتنياهو وبن غفير، مقابل تأجيل خطة الإصلاح القضائي للدورة القادمة للكنيست.
وقام بنيامين نتياهو رئيس الحكومة الإسرائيلية بتخصيص 1.5% من ميزانيات الوزارات والهيئات الحكومية لدعم وانشاء الحرس الوطني الإسرائيلي بما يعادل 31 مليون دولار وعلى ان تكون له ميزانية سنوية 17 مليون دولار.

## الهيكل والتشكيل
وفقا لمقترح قدمه بن غفير ان الحرس الوطني سيتكون من خمسة ألوية نظامية تضم 2500 عنصر من قوات حرس الحدود، إضافة إلى 46 سرية احتياط، وان يكون من ضمن صلاحيتها تنفيذ الاعتقالات. كما طالب بن غفير بتوفير 1800 وظيفة لضمهم للحرس الوطني على ان يكونوا جنود سابقين على ان يشبه الحرس الوطني الميلشيات العسكرية لكي يستخدمها بن غفير في تنفيذ عمليات في البلدان العربية ومواجهة التظاهرات الشعبية.

## المهام
سيكون الحرس الوطني موازٍ للجيش والشرطة الإسرائيلية حيث سيتكون من مجموعات من الفرق الخاصة يتولى مهام السيطرة على الأماكن التي يصعب على الشرطة والجيش السيطرة عليها وتنفيذ المهام الخاصة بها والتعامل مع الاضطرابات الداخلية والتظاهرات الشعبية.

## انتقادات

### انتقادات المعارضة
في بداية الأمر اعترض العديد من الوزراء على تأسيس الحرس الوطني، لكنهم وافقوا عليه في النهاية، في ظل إصرار رئيس الوزراء بنيامين نتنياهو، كما اعلن زعيم المعارضة يائير لابيد انتقاده ورفضه للقرار ووصف الحرس الوطني بأنه سيكون جيش خاص تابع لبن غفير كما ندد ايضا بأن تلك الميلشيات سيكون مصادر تمويلها للتأسيس من استقطاعات في الموازنة العامة لوزارات الصحة والتعليم لكي تكون في خدمة غفير لقمع التظاهرات السلمية في إسرائيل.
كما عبر القائد السابق للشرطة الإسرائيلية يعقوب كرادي عن تخوفاته من استغلال وزير الأمن القومي إيتمار بن غفير لقوات الحرس الوطني التي ستكون تحت سيطرته لتنفيذ انقلاب على رئاسة مجلس الوزراء.
وقال يعقوب شبتاي المفتش العام لشرطة الاحتلال الإسرائيلية إن تشكيل الحرس الوطني كهيئة منفصلة عن الشرطة، قد يسبب أضرارا جسيمة لمنظومات الأمن الداخلي وان الضرر سيكون ناجما عن عدم الوضوح بشأن الجهة التي ستتحمل المسئولية عنه.
واعترضت المستشارة القضائية للحكومة الإسرائيلية بهاراف ميارا مقترح إنشاء الحرس الوطني لأنه غير مبرر وجود هذا الحرس لأن الشرطة تتعامل مع المعضلات الأمنية بالشكل المطلوب.

### انتقادات فلسطينية
نددت الخارجية الفلسطينية بإنشاء الحرس الوطني الإسرائيلي واعربت الخارجية الفلسطينية عن مخاوفها من استخدام بن غفير الحرس الوطني ضد المواطنين الفلسطينيين وضد حقوقهم في أرض وطنهم المحتل منذ عام 1948.